# Verdrag van Corbeil (1258)

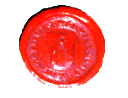
het zegel van Guillaume de Roquefeuil, ambassadeur van Jacobus I van Aragon op het verdrag van Corbeil

Het Verdrag van Corbeil werd overeengekomen op 11 mei 1258 in Corbeil, tussen Frankrijk en Aragon over de heerschappij in de Spaanse Mark, Noord-Catalonië en Barcelona. Het werd uiteindelijk getekend door koning Jacobus I van Aragón en Lodewijk IX van Frankrijk.
Jacobus zag af van zijn rechten op Fenouillet-du-Razès, Peyrepertuse, Puilaurens, Fenouillet, Castel-Fizel, Quéribus. Daarnaast stond hij de leenheerschappij af van het graafschap Toulouse en Saint-Gilles, Quercy, Narbonne, Albi, Carcassonne, Razès, Béziers, Lauragais, Termes, Agde, Nîmes, Rouergue, Millau en Gévaudan. Hij behield wel de leenhoogheid over het burggraafschap Carlat, de heerlijkheid Montpellier en de baronie van Aumelas.
Aanvankelijk zag Jacobus van Aragón ook af van zijn rechten op het graafschap Foix, maar bij de ratificering van het verdrag op 16 juli 1258 besloot hij hier toch van af te zien, omdat het niet officieel onder de leenheerschappij van Frankrijk viel.
Volgens het verdrag zou de dochter van Jacobus, Isabella trouwen met de zoon van Lodewijk, kroonprins Filips. Dit gebeurde in 1262.
Op 17 juli 1258, een dag na de ratificatie, droeg Jacobus zijn rechten op het graafschap Provence over aan zijn achternicht Margaretha van Provence, de vrouw van Lodewijk. Hierdoor kwam uiteindelijk ook dit graafschap aan de Franse kroon.
De Latijnse tekst van het verdrag luidde:
Ludovicus, Dei gratia Francorum Rex…" "Jacobum eadem gratia illustrem Regem Aragone…" "...quod nos dicebamus comitatum Barchinone, Urgelli, Bisuldune, Rosilione, Empurdano, Ceritanie et Confluentis, Gironde et Eusone cum eorum pertinenciis de regno Francie et de feudis nostris esse" "Et idem Rex Aragone ex adverso dicebat se jus habere in Carcassona et Carcasses, in Rede et Redensi…" "pro ipso Rege Aragone et nomine et vice ipsius deffinimus, quittamus, cedimus et omnino remmittimus quicquid juris et possesionis vel quasi habebamus siquid habebamus vel habere poteramus… in predictis comitatibus Barchinone et Urgelli Bisuldune, Rossillone, Empurdane, Ceritanie, Confluente, Gerundense et Ausone…." "…in Carcasona, ...in Rede, …in Laurago, …in Termense, …in Menerba, …in Fonolleto, …in Petra pertusa, …in comitatu Amilliavi et Guialdane, et in Naumaso …et in comitau Tholose